# Live Phish Volume 7
Live Phish Volume 7 è un album dal vivo dei Phish, pubblicato il 16 aprile 2002 (insieme ai Volumi 8, 9, 10, 11 e 12 della serie Live Phish) dalla Elektra Records. Il disco documenta integralmente il concerto tenuto la sera del 14 agosto 1993 al World Music Theater di Tinley Park, una città nello stato dell'Illinois.
Subito dopo la sua esecuzione, questo concerto divenne una performance particolarmente ricercata nel ricco circuito dei bootleg della band: in esso, infatti, i Phish infrangono molte delle caratteristiche che avevano caratterizzato le loro performance fino a quel momento, e l'impressione fu che il gruppo stesse entrando in una nuova fase musicale. Laddove, fino all'estate del 1993, i concerti erano stati divisi in set distinti di canzoni, con momenti ben definiti destinati alle improvvisazioni, svariati live di questo periodo vedono i Phish sperimentare degli inediti collage di canzoni e con fasi improvvisative inserite all'interno dei brani più rigorosamente strutturati secondo una concezione progressive. In questo Volume, la band si muove dentro e fuori il proprio brano Run Like an Antelope per la maggior parte del secondo set: in pratica il pezzo diventa un leitmotiv entro il quale sono inseriti momenti strumentali improvvisati ed eseguite rare cover, interpretate sempre nell'ottica di riferimento di Run Like an Antelope.
Subito dopo una lunga versione di You Enjoy Myself, il batterista Jon Fishman esegue un siparietto comico costruito sulla performance della cover Purple Rain di Prince.
Il concerto fu diviso in due set e terminò con un bis. Il Disco 3 si conclude con 3 tracce Bonus, registrate durante il concerto dell'11 agosto 1993 al Club Eastbrook di Grand Rapids (Michigan).

## Tracce

### Disco 1
Primo set:
1. Chalk Dust Torture
2. Guelah Papyrus
3. The Divided Sky
4. The Horse
5. Silent in the Morning
6. It's Ice
7. Sparkle
8. Split Open and Melt
9. Esther
10. Poor Heart
11. Cavern

### Disco 2
Secondo set:
1. 2001
2. Run Like an Antelope
3. Sparks
4. Walk Away
5. Tinley Park Jam
6. Run Like an Antelope
7. Have Mercy
8. Run Like an Antelope
9. Mound
10. The Squirming Coil
11. Daniel Saw the Stone

### Disco 3
Continuazione del secondo set:
1. You Enjoy Myself
2. Purple Rain
3. Golgi Apparatus

Eseguito come bis:
1. La Grange

Tracce Bonus (eseguite l'11 agosto 1993 al Club Eastbrook di Grand Rapids, Michigan):
1. Mike's Song
2. The Great Gig in the Sky
3. Weekapaug Groove